# Parallelfahreinrichtung
Eine Parallelfahreinrichtung ist eine Hilfe zum Geradeausfahren auf dem Acker. Mithilfe einer Parallelfahreinrichtung werden Überlappungen oder Lücken zwischen den einzelnen Bearbeitungsstreifen auf dem Feld vermieden, zudem erleichtern Parallelfahreinrichtungen das Anschlussfahren und bieten mitunter ein vollautomatisches Vorgewendemanagement. Bei schlechter Sicht oder Nachts werden so Arbeiten auf dem Feld überhaupt erst ermöglicht. Somit lassen sich mit geringerem Aufwand größere Flächen bestellen, damit sinken auch die Betriebskosten.
Nachteilig sind dabei die oft relativ hohen Kosten eines einzelnen Gerätes (bis zu 40.000 €), zudem sind nur neuere Landmaschinen für den Einbau von Parallelfahreinrichtungen vorbereitet.

## Arten

### Lenkhilfe
Lenkhilfen zeigen dem Fahrer über eine Anzeige nur die zu fahrende Spur. Die Genauigkeit hängt dabei von der Umsetzung der Anweisungen und der Genauigkeit der verwendeten Geräte ab. Im einfachsten Fall können auch PDAs oder andere Geräte mit einem GPS-Empfänger verwendet werden.

### Lenkassistent
Lenkassistenten greifen direkt über einen Motor mit einem Reibrad am Lenkrad oder der Lenksäule in die Lenkung ein. Die Entlastung des Fahrers ist hier wesentlich größer als beim Fahren mit einer Lenkhilfe. Diese Art der Parallelfahreinrichtung kann relativ einfach bei mehreren Fahrzeugen eingesetzt werden.

### Lenkautomat
Lenkautomaten greifen ebenfalls direkt in die Lenkung ein, im Gegensatz zu den Lenkassistenten verändern sie die Fahrtrichtung direkt im hydraulischen System und benötigen beim nachträglichen Einbau daher eine Zulassung und sind somit direkt an das jeweilig zugelassene Gerät gebunden.